# بخش مرکزی شهرستان کامیاران
بخش مرکزی شهرستان کامیاران یکی از بخش‌های شهرستان کامیاران در استان کردستان در غرب ایران است.

## تقسیمات کشوری
- دهستان بیلوار
- دهستان ژاورود
- دهستان شاهو

شهر: کامیاران

## جمعیت
بنابر سرشماری مرکز آمار ایران، جمعیت بخش مرکزی شهرستان کامیاران در سال ۱۳۸۵ برابر با ۱۰۴۵۵۴ نفر بوده است.